# Maurandya wislizeni
Maurandya wislizeni là một loài thực vật có hoa trong họ Mã đề. Loài này được Asa Gray mô tả khoa học đầu tiên năm 1858 dựa theo mô tả trước đó của George Engelmann. Nó đôi khi cũng được xếp trong chi riêng với danh pháp là Epixiphium wislizeni.

## Phân bố
Loài này có tại tây nam Hoa Kỳ (Arizona, California, New Mexico, Texas) và vùng đông bắc Mexico, nơi nó sinh sống trên các cồn cát.
Nó có các hoa hình ống với sắc từ lam tới tím nhạt và trắng, các lá không khía hình tam giác nhiều hay ít. Tính từ định danh wislizeni là để vinh danh Friedrich Adolph Wislizenus (1810-1899). Nó hay bị viết sai thành "wislizenii".

## Hình ảnh

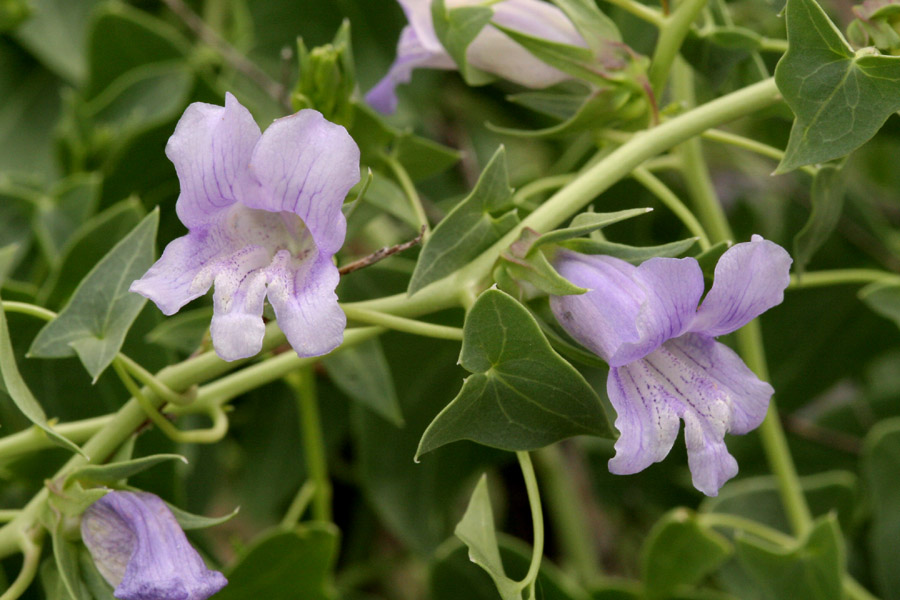